# Ŋ
Ŋ, ŋ（Eng 或 Engma）是擴展的拉丁字母之一，主要在某些语言的書面形式及國際音标中用来代表軟顎鼻音(ng)；比如英語⟨sing⟩一詞中的⟨ng⟩。在美國的瓦休語中，小寫字母的⟨⟩代表典型的[ŋ]音，而大寫字母的⟨Ŋ⟩代表無聲的[ŋ̊]音。 這個約定來自美國語音符號。

## 外形

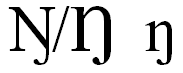
Ŋ 字母，大写有两种写法

小写  是在 n 的右下角加上一个钩构成。大写字母则有两种写法，一种是在大写 N 加一个钩，此为萨米诸语言采用的形状；另一种是把小写字母放大，为多种非洲语言采用。
在早期印刷中，因缺乏此字母，有时使用倒转的大写 G ，或用希腊字母 η 代替来印刷。

## 用法

### 标音
- 美式標音系統（英语：Americanist phonetic notation）（它亦用来代表作小舌鼻音）
- 有时用作替澳洲原住民语言标音
- 国际音标
- Uralic Phonetic Alphabet
- 非洲参考字母
- 汉语拼音方案 《汉语拼音》中规定，“ng”可简写为，但学校并不教授该种写法，故罕用[1]。

### 用在该地语言的拼写
有 † 符号的语言曾使用 ，如今已不再使用。
- 非洲语言
  - 巴里語（英语：Bari language）
  - 丁卡語
  - 埃维语 (Ewe / Eʋegbe)
- 美洲原住民语言
  - 奥奥萨姆语（英语：O'odham language）
- 中国语言
  - 壮语†（在1986年被二合字母 ng 取代）
- 萨米诸语言
  - 伊纳里萨米语
  - 吕勒萨米语
  - 北萨米语
  - 斯科尔特萨米语
- 突厥语言
  - 亞尼亞利夫字母 (字母中還有一些其它的'表示')

## 字符编码
| 字符编码 | Unicode | ISO 8859-4 | ISO 8859-10 | HKSCS |
| -------- | ------- | ---------- | ----------- | ----- |
| 大写     | U+014A  | BD         | AF          | /     |
| 小写     | U+014B  | BF         | BF          | C8FC  |

## 参閱
- Ng

类似的拉丁字母：
- ɳ
- ɱ Ɱ

类似的西里尔字母：